# Лілія цибулинконосна
Лілія цибулинконосна (Lilium bulbiferum) — вид квіткових рослин родини лілієвих (Liliaceae). Ареал: Австрія, Словаччина, Чехія, Франція (у т. ч. Корсика), Німеччина, Угорщина, Італія, Польща, Румунія, Швейцарія, колишня Югославія; інтродукція: Країни Балтії, Білорусь, Бельгія, Болгарія, Данія, Фінляндія, Нідерланди, Норвегія, Іспанія, Швеція, Україна, Массачусетс, Юта.

## Екологія
Росте на лісових луках і узліссях, на чагарникових схилах, у передгір'ях і нижніх гірських районах. Цвіте з червня по липень.

## Морфологічна характеристика
Багаторічна трав'яниста рослина з яйцеподібною цибулиною і прямим стеблом, довжиною 40–120 см, знизу голе, зверху запушене. Листки чергові, від ланцетної до еліптичної форми, і навіть у молодих рослин у пазухах листків утворюються круглі зелені цибулинки, які ця лілія використовує для гарного розмноження, тоді як квітка від помаранчевої до жовто-червоної зазвичай з’являється лише у старих рослин. Самі квітки стерильні.

## Застосування
Культивується як декоративна рослина в численних сортах. При культивуванні в оптимальних для його розвитку умовах досягає більших розмірів і красивіших квітів, ніж у природних умовах. Любить сонячні місця та родючий глибокий ґрунт. Розмножується цибулинами або бульбами.

## Галерея

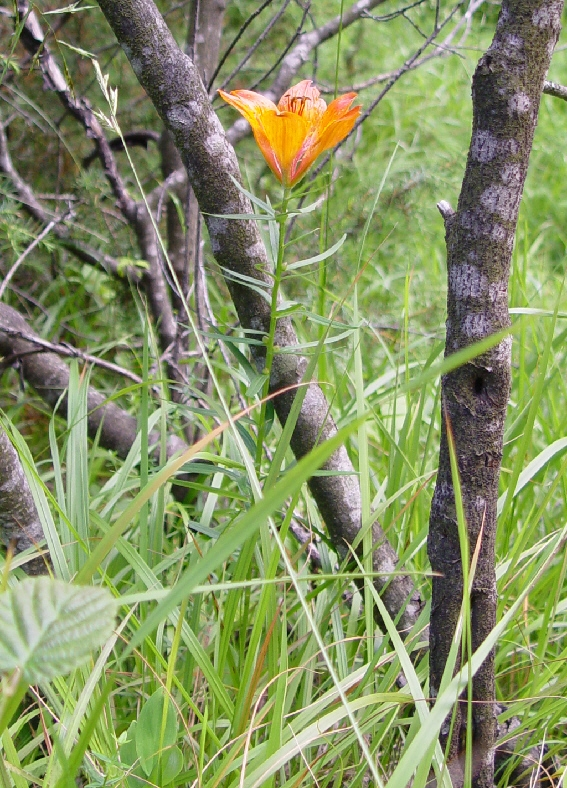
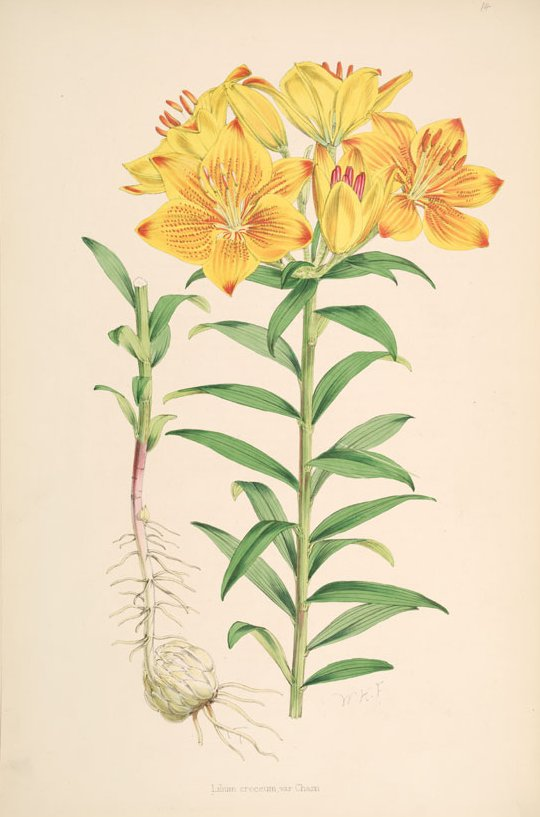